# Charlot entra nel cinema
Charlot entra nel cinema (noto anche come Carletto attore drammatico o Charlot fa del cinema e, in inglese, come A Film Johnnie, Charlie the Actor, Charlie at the Studio, Million Dollar Job o Movie Nut) è un cortometraggio muto del 1914 diretto da George Nichols.

## Trama
Dopo essersi fatto buttare fuori da un nickelodeon dove aveva disturbato la visione del film dando luogo a una rissa, Charlot riesce a intrufolarsi negli studi Keystone. Qui irrompe sul set in allestimento, intralciando il lavoro degli attrezzisti e rovinando le riprese. Quindi, inconsapevole che si tratti di finzione cinematografica, interviene in difesa della star femminile che il copione prevedeva fosse percossa da un malvivente, sparando all'impazzata con un revolver rinvenuto tra gli oggetti di scena e seminando il panico. Addirittura provoca un principio d'incendio quando, compiaciuto del risultato ottenuto, spavaldamente si accende la sigaretta con uno sparo. Il fumo avvolge il set per la gioia del regista che riprende il tutto per aggiungere drammaticità al suo film; viene interrotto dall'arrivo dei pompieri che scongiurano l'incendio ma innaffiano tutti i presenti, insistendo naturalmente su Charlot che decide di lasciar perdere.

## Produzione
Il film fu completato l'11 febbraio 1914 e distribuito negli Stati Uniti dalla Mutual Film il 2 marzo.
È il primo film con Charlie Chaplin diretto da Nichols, che tuttavia non era apprezzato dall'attore (in quanto, a detta sua, "ricorreva sempre alla stessa trovata" e "tutto ciò che voleva era un'imitazione di Ford Sterling) e diresse solo altri tre film che lo vedevano protagonista.
Vi compaiono diversi artisti della casa di produzione Keystone Pictures Studio che interpretano loro stessi. Fu l'unica breve apparizione sullo schermo del regista Walter Wright.
Il personaggio di Charlot inizia ad assumere atteggiamenti e movimenti che lo caratterizzeranno in futuro, come usare la pistola come stuzzicadenti oppure sparare per accendere una sigaretta.

## Distribuzione
- 2 marzo 1914 negli Stati Uniti
- 1º ottobre 1915 in Italia
- 28 gennaio 1916 in Spagna (Charlot y el fuego)
- 23 giugno in Danimarca (Chaplin filmer)
- 1918 in Svezia (Chaplin på biograf)